# Journée de la Mole
La Journée de la Mole est une fête officieuse célébrée par les chimistes en Amérique du Nord, le 23 octobre, entre 6 h 2 et 18 h 2 (6:02 AM et 6:02 PM en Amérique du Nord). 
La date et l'heure font référence au nombre d'Avogadro, approximativement 6,02×1023, qui définit le nombre de molécules d'un élément ou tout autre composé dans une mole. En effet, dans le format de date américain, cette date s’écrit 6:02 10/23.
Beaucoup de lycées et d’universités aux États-Unis et au Canada célèbrent le jour de la Mole avec diverses activités liées à la chimie. Ce jour est aussi l’occasion d’organiser des journées portes ouvertes afin d’attirer de nouveaux étudiants.